# Mutisioideae
Mutisioideae (Cass.) Lindl., 1829 è una sottofamiglia di piante angiosperme dicotiledoni appartenente alla famiglia delle Asteraceae.

## Etimologia
Il nome della sottofamiglia deriva dal suo genere tipo (Mutisia L. f.) che a sua volta è stato denominato in onore del botanico spagnolo José Celestino Bruno Mutis y Bosio (1732–1808).

Il nome scientifico della sottofamiglia è stato definito prima dal botanico e naturalista francese Alexandre Henri Gabriel de Cassini (1781 – 1832) e successivamente dal botanico inglese John Lindley (Catton, 8 febbraio 1799 – Turnham Green, 1º novembre 1865) in una pubblicazione del 1829.

## Descrizione
Le specie di questa sottofamiglia hanno un habitus erbaceo annuale o perenne o arbustivo; alcune specie sono rampicanti e altre arboree. Sono presenti anche specie dioiche. Tutte le piante di questo gruppo sono prive di lattice.
Le foglie lungo il caule sono disposte in modo alternato; possono formare anche una rosetta basale oppure sono densamente raggruppate su rami brachiblasti (rami corti con corti internodi). La lamina può essere intera o dentata a forma lineare-spatolata; in alcune specie ha delle forme sagittate o astate. In alcuni casi i bordi sono dentati o appena lobati.
Le infiorescenze possono essere di vario tipo: piccole all'ascella delle foglie; oppure sotto forma di densi corimbi terminali con pochi o tanti capolini; oppure possono essere dei glomeruli di capolini densamente aggregati; o formate da capolini semplicemente scapiformi. I capolini di tipo radiato o disciforme o discoide e sono formati da un involucro composto da diverse squame (o brattee) al cui interno un ricettacolo fa da base a fiori tubulosi (del disco) e quelli ligulati (fiori del raggio). Le dimensioni dei capolini sono da medie a grandi. L'involucro ha la forma da campanulata a emisferica o cilindrica con brattee disposte su 3 - 5 serie in modo embricato. Il ricettacolo può essere privo di pagliette a protezione della base dei fiori oppure può esserne provvisto; a volte è alveolato.
I fiori sono tetraciclici (a cinque verticilli: calice – corolla – androceo – gineceo) e in genere pentameri (ogni verticillo ha 5 elementi). Le corolle sono rosse, arancio, purpuree, rosa, bianche o bicolorate (bianco/purpureo). Le corolle dei fiori del raggio sono bilabiate con tre denti sul labbro esterno e 1 - 2 denti su quello interno; questi fiori sono normalmente femminili. Le corolle dei fiori del disco hanno 2 - 5 denti; i lobi possono essere da corti a lunghi, uguali o ineguali in lunghezza; questi fiori sono ermafroditi e fertili (oppure funzionalmente maschili).
Formula fiorale: 
*/x K {\displaystyle \infty }, [C (5), A (5)], G 2 (infero), achenio
L'androceo è formato da 5 stami con filamenti liberi e antere saldate in un manicotto circondante lo stilo. Le appendici apicali delle antere sono acute o troncate. Le teche sono prive di speroni in Mutisieae e calcarate (provviste di speroni) nelle altre tribù; le teche sono inoltre sempre provviste di code.
Il gineceo ha un ovario uniloculare infero formato da due carpelli.. Lo stilo è unico e con due stigmi nella parte apicale. Gli apici degli stigmi sono rotondi o troncati ed eventualmente papillosi sulla parte abassiale.
I frutti sono degli acheni con pappo. La forma degli acheni è fusiforme o cilindrica (raramente è compressa); le pareti sono ricoperte da coste (raramente sono presenti dei rostri) e sono glabre (o eventualmente setolose). Il carpoforo è uno stretto anello o corto cilindro oppure è assente. Il pappo (raramente è assente) è formato da setole disposte su 2 - 4 serie (in alcuni casi sono uniseriate), sono barbate o piumose del tutto o a volte sono subpiumose solo nella parte apicale.

## Biologia
- Impollinazione: l'impollinazione avviene tramite insetti (impollinazione entomogama tramite farfalle diurne e notturne).
- Riproduzione: la fecondazione avviene fondamentalmente tramite l'impollinazione dei fiori (vedi sopra).
- Dispersione: i semi (gli acheni) cadendo a terra sono successivamente dispersi soprattutto da insetti tipo formiche (disseminazione mirmecoria). In questo tipo di piante avviene anche un altro tipo di dispersione: zoocoria. Infatti gli uncini delle brattee dell'involucro si agganciano ai peli degli animali di passaggio disperdendo così anche su lunghe distanze i semi della pianta.

## Distribuzione e habitat
La sottofamiglia è distribuita prevalentemente in Sud America, con l'eccezione di 4 generi (Chaptalia, Gerbera, Trichocline e Adenocaulon) che hanno un areale pressoché cosmopolita (assenti solo in Europa).

## Tassonomia
La famiglia di appartenenza di questa voce (Asteraceae o Compositae, nomen conservandum) probabilmente originaria del Sud America, è la più numerosa del mondo vegetale, comprende oltre 23.000 specie distribuite su 1.535 generi, oppure 22.750 specie e 1.530 generi secondo altre fonti (una delle checklist più aggiornata elenca fino a 1.679 generi). La famiglia attualmente (2021) è divisa in 16 sottofamiglie.

### Filogenesi
Il carattere più importante del gruppo sono le sue corolle profondamente sezionate in lobi (in alcune specie i lobi risultano bilabiati). Altri caratteri importanti sono: gli involucri con brattee embricate, le antere con speroni, code e con appendici fortemente sclerificate, stili ben evidenti (sporgenti dalla corolla) e sostanzialmente glabri.
Le prime descrizioni di alcuni componenti di questa sottofamiglia (le tribù Mutisieae e Nassauvieae) risalgono al 1816 per opera del botanico francese Cassini. Il nome della sottofamiglia (Mutisioideae) appare per la prima volta con il botanico inglese John Lindley nel 1829 suddivisa in due tribù (Archetypae e Gerberieae) contenenti alcuni generi come Chaetanthera, Gerbera e Perdicium. Separatamente Lindley definisce anche la sottofamiglia Nassauvioideae con le tribù Archetypae e Trixideae contenenti tra gli altri i generi Triptilion, Jungia e Trixis. Questi ranghi sono stati utilizzati da vari Autori fino ai tempi moderni: David Don (1830), Christian Friedrich Lessing (1832), Augustin Pyrame de Candolle (1838), George Bentham & William Jackson Hooker (1873) e Hoffmann (1894). 
In epoca più recente la classificazione più seguita è stata per lungo tempo quella proposta da Cabrera che contemplava la raccolta delle varie specie della sottofamiglia nella tribù Mutisieae suddivisa a sua volta in 4 sottotribù: Barnadesiinae, Gochnatiinae, Mutisiinae (qui erano comprese anche le specie ora assegnate alla tribù Onoserideae) e Nassauviinae.
Moderni studi filogenetici hanno evidenziato il carattere polifiletico del raggruppamento proposto da Cabrera e hanno ridisegnato i confini della tribù, trasformandola nell'attuale sottofamiglia con le tre tribù descritte più sotto. Dalla tribù "sensu" Cabrera sono state ricavate anche due nuove sottofamiglie: Barnadesioideae (D.Don) Bremer & Jansen e Gochnatioideae (Betng. & Hook. f.) Panero & V.A. Funk. Ultimamente dalla sottofamiglia Mutisioideae è stata anche esclusa la tribù Stifftieae, per formare anche questa una nuova sottofamiglia (Stifftioideae (D. Don) Panero); tribù inserita nel frattempo nella sottofamiglia su proposta di Katinas et al. (2008).

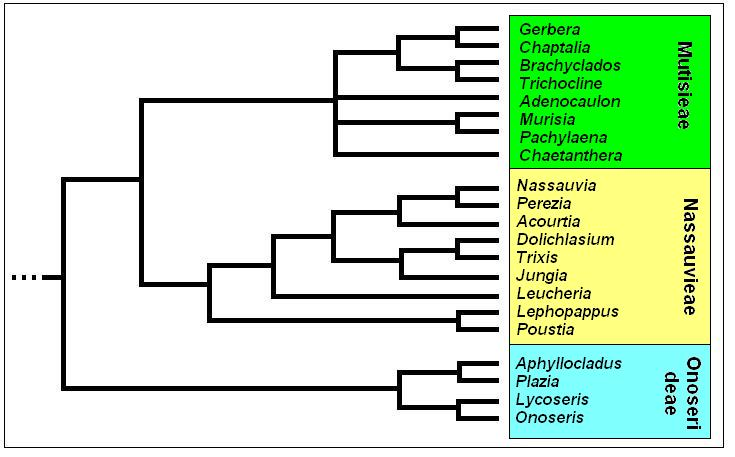
Cladogramma della sottofamiglia

La sottofamiglia nell'attuale struttura filogenetica si presenta monofileica. In particolare Onoserideae risulta “gruppo fratello” del clade Mutisieae/Nassauvieae. Delle relazioni interne delle tre stirpi solamente la tribù Mutisieae non è stata risolta completamente. Al suo interno certamente monofiletico è il gruppo di infiorescenze scapose formato dai generi Brachyclados, Trichocline, Chaptalia e Gerbera, mentre Mutisia è “gruppo fratello” Pachylaena. Nella tribù Nassauvieae una posizione particolare hanno i generi Lophopappus e Proustia caratterizzati da specie con corolle attinomorfi e bilabiate e risultano quindi “gruppo fratello” del resto della tribù con specie con corolle solamente bilabiate. Il cladogramma a lato, tratto dallo studio citato e semplificato, mostra la struttura interna della sottofamiglia (sono indicate solamente alcuni generi).

### Composizione della sottofamiglia
La sottofamiglia comprende 3 tribù, 3 sottotribù, 49 generi e 649 specie:

#### Tribù Mutisieae
Comprende 15 generi e 261 specie suddivisi in 3 sottotribù.
- Sottotribù Mutisiinae (Cass.) Dumort., 1829: comprende 4 generi e 115 specie.

- Chaetanthera Ruiz & Pav, 1794 (35 spp.)
- Mutisia L. f., 1781 (65 spp.)
- Oriastrum Poepp., 1843 (16 spp.)
- Pachylaena D.Don ex Hook. & Arn., 1835 (2 sp.)

- Sottotribù Adenocaulinae A. Gray, 1884: comprende 2 generi e 6 specie.

- Adenocaulon Hook., 1830 (5 spp.)
- Eriachaenium Sch.Bip, 1855 (1 sp.)

- Gruppo "Gerbera Complex": comprende 9 generi e 140 specie.

- Brachyclados Gillies ex D.Don, 1832 (3 spp.)
- Chaptalia Vent., 1802 (69 spp.)
- Gerbera L., 1758 (22 spp.)
- Leibnitzia Cass., 1825 (6 spp.)
- Lulia Zardini, 1980 (1 sp.)
- Oreoseris DC., 1838 (12 spp.)
- Perdicium L., 1769 (2 spp.)
- Piloselloides (Less.) C.Jeffrey, 1967 (2 spp.)
- Trichocline Cass., 1817 (23 spp.)

#### Tribù Nassauvieae
Comprende 26 generi e 335 specie.
- Acourtia D.Don., 1830  (81 spp.)
- Ameghinoa Speg., 1897  (1 sp.)
- Berylsimpsonia B. L. Turner, 1993  (2 spp.)
- Burkartia Crisci, 1976  (1 sp.)
- Calorezia Panero, 2007  (2 spp.)
- Cephalopappus Nees & Matr., 1824  (1 sp.)
- Criscia Katinas, 1994  (1 sp.)
- Dolichlasium Lag., 1811  (1 sp. )
- Holocheilus Cass., 1818  (7 spp.)
- Jungia L. f., 1782  (29 spp.)
- Leucheria Lag., 1811  (48 spp.)
- Leunisia Phil., 1864  (1 sp.)
- Lophopappus Rusby, 1894  (4 spp. )
- Macrachaenium Hook. f., 1847  (1 sp. )
- Marticorenia Crisci, 1974  (1 sp. )
- Moscharia Ruiz & Pav., 1794  (2 spp. )
- Nassauvia Comm. ex Juss., 1789  (40 spp.)
- Oxyphyllum Phil., 1860  (1 sp.)
- Panphalea DC., 1812  (10 spp.)
- Perezia Lag., 1811  (33 spp.)
- Pleocarphus D. Don, 1830  (1 sp.)
- Polyachyrus Lag., 1811  (7 spp.)
- Proustia Lag., 1811  (4 spp.)
- Spinoliva G.Sancho, Luebert & Katinas (1 sp.)
- Triptilion Ruiz & Pav., 1794  (7 spp.)
- Trixis P.Browne, 1756  (44 spp.)

#### Tribù Onoserideae
Comprende 8 generi e 53 specie.
- Aphyllocladus Wedd., 1855  (4 spp.)
- Chucoa Cabrera, 1955 (1 sp.)
- Gypothamnium Phil., 1860  (1 sp. )
- Lycoseris Cass., 1824  (11 spp.)
- Onoseris Willd., 1803  (31 spp.)
- Paquirea Panero & S.E.Freire, 2013 (1 sp.)
- Plazia Ruiz & Pav., 1794  (3 spp.)
- Urmenetea Phil., 1860  (1 sp. )

### Alcune specie

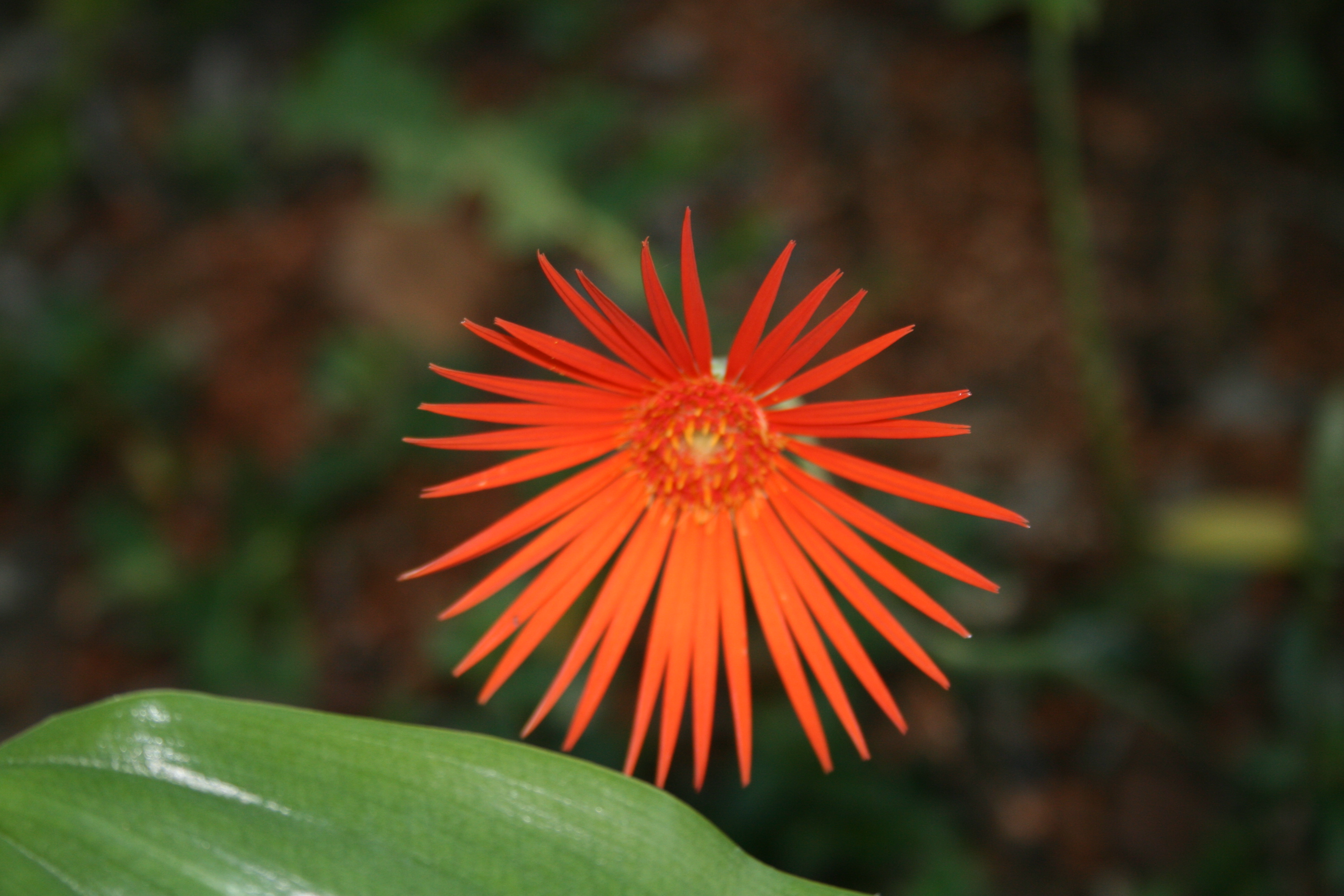
Gerbera jamesonii (Mutisieae)
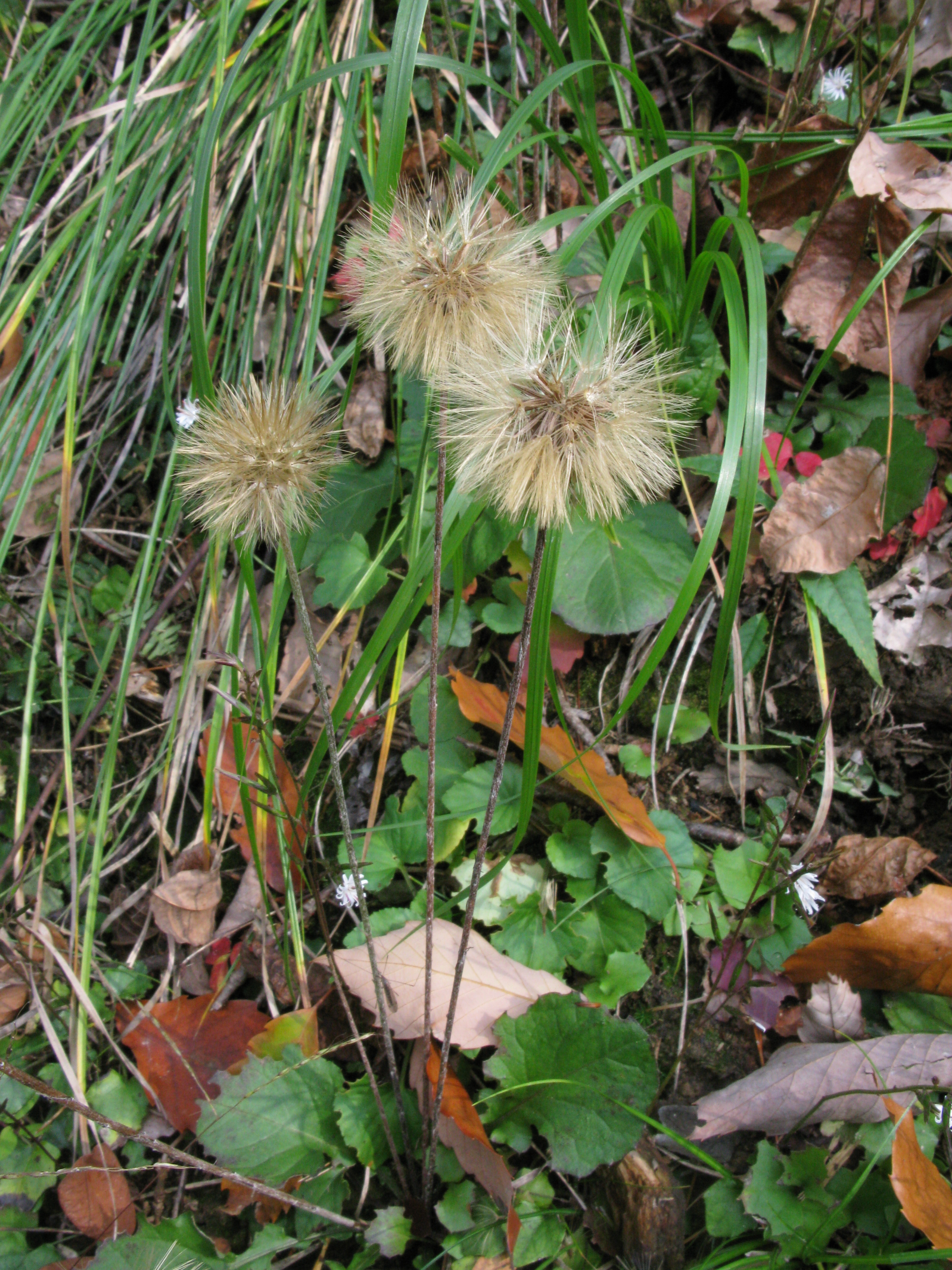
Leibnitzia anandria (Mutisieae)
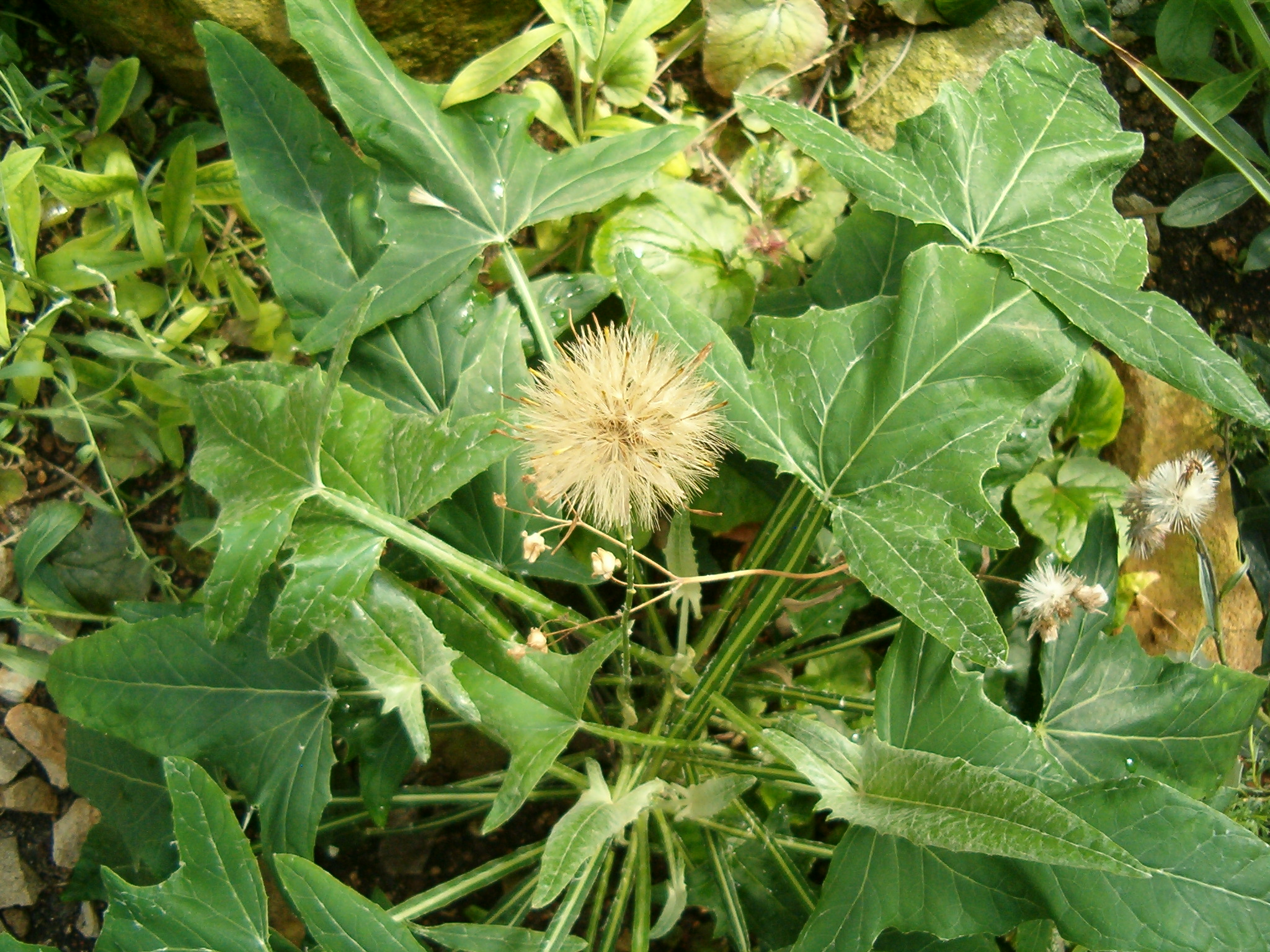
Onoseris alata (Onoserideae)
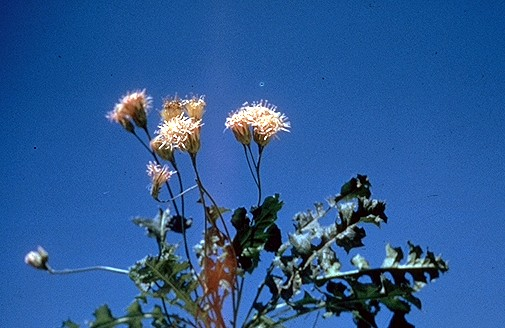
Acourtia runcinata (Nassauvieae)
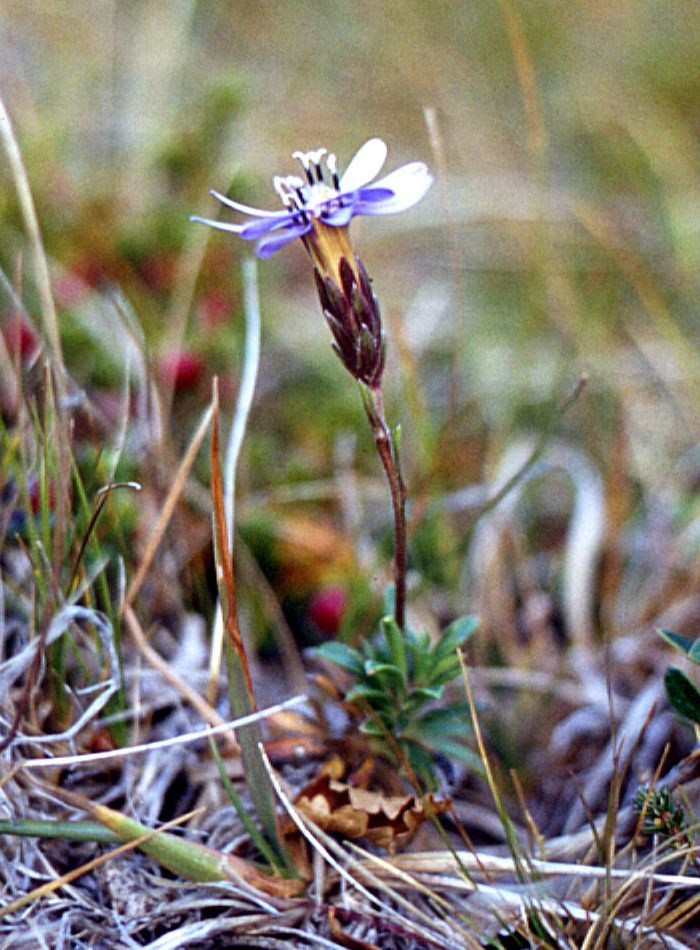
Perezia recurvata (Nassauvieae)
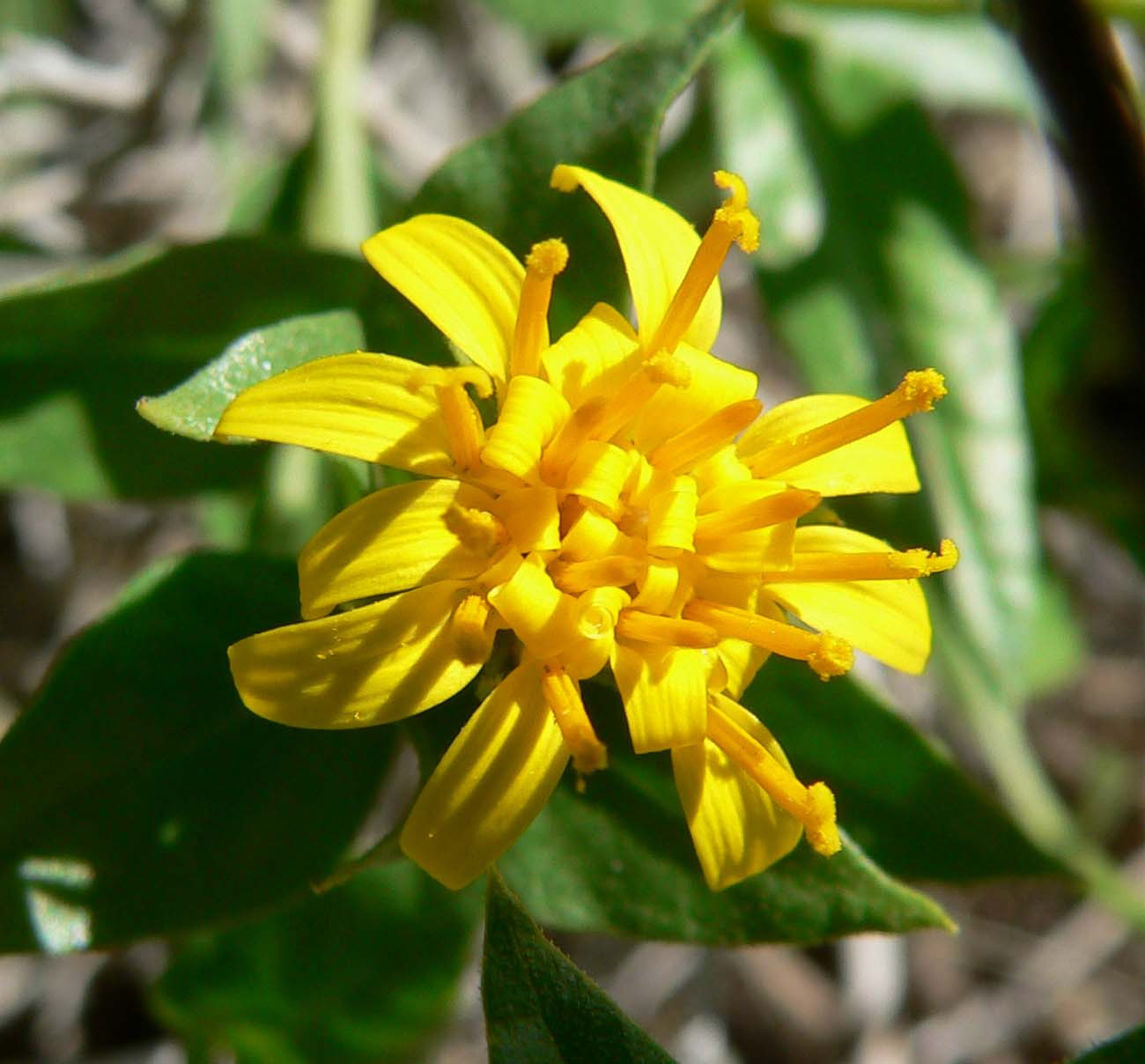
Trixis californica (Nassauvieae)